# Tierhandlung August Fockelmann
Die Tierhandlung August Fockelmann wurde 1896 mit der Geschäftsadresse Gärtnerstraße 72, Hamburg, gegründet und belieferte unter anderem Europa mit exotischen Tieren. Seit 1938 ist sie nicht mehr nachgewiesen.

## Geschichte
August Fockelmann, der Sohn von Heinrich Fockelmann, dem Begründer der Tierhandlung Heinrich Fockelmann, führte zusammen mit seinem Bruder und Firmeninhaber Henri Fockelmann (auch Henry Fockelmann, † 1936) die Tierhandlung seines Vaters weiter. Spätestens nach seinem Ausscheiden aus der Firma (der er geschäftlich verbunden blieb) gründete er 1886 die August Fockelmann – Zoologische Großhandlung mit der Geschäftsadresse Gärtnerstraße.
Später erwarb er ein Grundstück in Eimsbüttel, von dem aus er den Tierhandel betrieb. Es gelang ihm, zehn Jahre lang fast den gesamten deutschen Handel mit Papageien zu kontrollieren. Auch Menschenaffen, Lamas, Kängurus usw. offerierte er mit viel Erfolg. An einem Gorillababy im firmeneigenen Tierpark machte Alexander Sokolowsky um 1908 seine Beobachtungen über die Psyche der Menschenaffen.
Am 16. Januar 1930 erwarb der Tiergarten Schönbrunn von der Tierhandlung einen Learara, dessen Verbreitungsgebiet erst 1978 durch den Ornithologen Helmut Sick entdeckt wurde. Das im Kleinvogelhaus mitlebende Hyazinthara-Weibchen lebte bis zum 26. Mai 1968 und galt mit 38 Jahren als ältester (dokumentierter) Vogel seiner Art in Europa.
Im Sommer 1931 kaufte die Firma den Bestand des im Vorjahr gegründeten Hamburger Vogelparks auf, den sie mit Kolibris versorgt hatte.
Henry Trefflich konnte August Fockelmann mit seinen Kenntnissen über Tiere beeindrucken und wurde Manager von dessen Tierpark.
August Fockelmanns Sohn Otto Fockelmann übernahm 1939 vom Tierfänger Floyd Tangier Smith in London einen Pandabären, den er nach Deutschland brachte. Er war das erste in Deutschland gezeigte Tier dieser Art. In Zusammenarbeit mit dem Tierhändler Ruhe aus Hannover wurde der Bär unter dem Namen Happy im Zoologischen Garten Berlin, im Zoo Hannover, im Münchner Tierpark Hellabrunn, im Zoologischen Garten Leipzig und im Kölner Zoo gezeigt. Anschließend wurde er noch im Zoo von Vincennes (Paris) ausgestellt, bevor er im Juni 1939 an den Saint Louis Zoo in St. Louis (USA) abgegeben wurde, wo er 1946 verstarb.

## August Fockelmann GmbH
1929/30 wurde die „August Fockelmann G.m.b.H“ mit dem Geschäftszweck „Tier- und Vogelimport-Grosshandlung“ mit Sitz im Zoologischen Garten, Tiergartenstraße in Hamburg gegründet, in der Otto Fockelmann als Geschäftsführer zuletzt in der Jungiusstraße 32–34 bis 1936 tätig war.

## Interessiertes Publikum
Der Schriftsteller Gustav Meyrink nahm mit einer Postkarte vom 30. September 1912 verbunden mit der Bitte „um Ihre Vorratsliste über Papageien. Haben Sie auch Schwarzpapageien (Coracopsis obscura)? [...]“ Kontakt mit August Fockelmann auf.